# Qualcomm
Qualcomm er en amerikansk multinational producent af mikrochips og trådløs teknologi med hovedkvarter i San Diego, Californien. Deres teknologier benyttes i biler, ure, bærbare computere, wi-fi, software, smartphones og andre enheder.